# 赤松貞村
赤松 貞村（あかまつ さだむら）は、室町時代中期の武士。足利将軍家の近習。容姿端麗で知られている。

## 生涯
明徳4年（1393年）、赤松満貞の子として誕生。
応永34年（1427年）、本家当主の赤松満祐が出奔する事件がおこり、その政治的解決のために当時の赤松氏庶流・春日部家3代当主である赤松持貞は自害に追い込まれた。その後を継いだのが持貞の従甥にあたる貞村であった。持貞と同様・将軍の近習となった貞村は、妹が6代将軍・足利義教の側室となって男子を出産したことで、義教に重用されるようになっていった。それらを背景に「播磨の守護を満祐から貞村に変更する」という応永34年と同じような噂が囁かれたことが嘉吉の乱発端の一因になった。
嘉吉元年（1441年）6月24日、将軍・義教が西洞院にある赤松邸で殺害された際、貞村も幕臣達と共に参加していたのだが、満祐の嫡子・赤松教康が義教を襲撃すると、その場から逃げ出した。後に幕府軍が満祐を討伐する際、貞村は細川持常が指揮する幕府大手軍に加わったのだが、目ぼしい活躍はなかった。
同年閏9月には、貞村の所領が闕所とされ、軍功の対象となった。『建内記』嘉吉元年九月二十四日条には貞村が落馬あるいは夜討されたという記述があるが、嘉吉3年（1443年）頃までは活動していたとされる。
「赤松諸家大系図」では、文安4年（1447年）に死亡したとされている。